# جوزپه فاراکا
جوزپه فاراکا (ایتالیایی: Giuseppe Faraca; ۲۹ اوت ۱۹۵۹ – ۴ مهٔ ۲۰۱۶) دوچرخه‌سوار اهل ایتالیا بود.